# إيمرسون فيليسيانو
إيمرسون فيليسيانو (22 يوليو 1983 بالبرازيل - ) هو لاعب كرة قدم برازيلي في مركز الدفاع. لعب مع نادي بوا إيسبورت.

## وصلات خارجية
- إيمرسون فيليسيانو على موقع الاتحاد الأوربي (الإنجليزية)
- إيمرسون فيليسيانو على موقع قاعدة بيانات كرة القدم.إي يو (الإنجليزية)
- إيمرسون فيليسيانو على موقع Soccerway.com (الإنجليزية)